# Euphorbia eichleri
Euphorbia eichleri es una especie fanerógama perteneciente a la familia de las euforbiáceas.  Es originaria de Paraguay y norte de Argentina.

## Taxonomía
Euphorbia eichleri fue descrita por Johannes Müller Argoviensis y publicado en Journal of Botany, British and Foreign 12: 232. 1874.
Etimología
Euphorbia: nombre genérico que deriva del médico griego del rey Juba II de Mauritania (52 a 50 a. C. - 23), Euphorbus, en su honor – o en alusión a su gran vientre –  ya que usaba médicamente Euphorbia resinifera. En 1753 Carlos Linneo asignó el nombre a todo el género.
eichleri: epíteto otorgado en honor del botánico y taxónomo alemán August Wilhelm Eichler (1839-1887), quien comunicó a Johannes Müller Argoviensis la existencia de la nueva especie.
Sinonimia
- Chamaesyce eichleri (Müll.Arg.) Croizat[6][1]